# Suiriri-de-cauda-curta
Gaúcha-de-cauda-curta ou suiriri-de-cauda-curta (Muscigralla brevicauda) é uma espécie de ave da família dos tiranídeos. É a única espécie do género Muscigralla.
Pode ser encontrada nos seguintes países: Chile, Equador e Peru.
Os seus habitats naturais são: matagal árido tropical ou subtropical e pastagens.